# Lambert von Ilsenburg
Lambert von Ilsenburg (auch Landbert) († 18. Januar 1138) war von 1137 bis 1138 Bischof von Brandenburg.

## Leben
Lambert von Ilsenburg war ein Benediktinermönch. Vor dem 2. Januar 1136 wurde er zum Abt von Ilsenburg erhoben. Im Auftrag von Rudolf I. von Halberstadt reiste er im Jahr 1137 nach Rom. Zu seiner Wahl als Bischof von Brandenburg kam es während seines Aufenthaltes in Italien. Die bischöfliche Weihe hat er nie erhalten, denn auf der Rückreise von Rom wurde er am 18. Januar 1138 von Räubern überfallen und erschlagen.

## Quelle
- Personendatenbank zur Germania Sacra, abgerufen am 28. Juni 2017.
- Germania-sacra, abgerufen am 28. Juni 2017.